# Szent Anna-kápolna (Székesfehérvár)
A székesfehérvári Szent Anna-kápolna, más néven Hentel-kápolna a város egyetlen épen maradt gótikus műemléke, valamint az egyetlen épségben fennmaradt középkori épülete. I. Mátyás király uralkodása idején, 1474 körül építtette a gazdag helyi polgár, Hentel és a koronázóbazilika akkori prépostja, a mecénás Kálmáncsai Domonkos. A Belvárosban, a II. János Pál pápa téren áll.

## Története
A kápolna középkori neve nem ismert, és feltételezhető, hogy azonos azzal a kápolnával, amelyet Kálmáncsehi Domonkos építtetett, s amely a török hódoltság alatt muzulmán imaházként működött.
A kápolnát 1711 és 1729 között Nádasdy László csanádi püspök, egyúttal székesfehérvári őrkanonok restauráltatta, ekkor került a tetőre a barokk stílusú huszártorony.
A gótikus kápolna homlokzata elé a 19. században előcsarnokot húztak, ekkor cserélték fel a főhomlokzaton lévő csúcsíves ablakot a rózsaablakkal. Az 1934-es restaurálás során bontották le az épület hatását és arányait rontó előcsarnokot, ezáltal szépen érvényesül a késő gótikus pálcatagos kapukeret.
A hódoltság alatt muzulmán imaház volt, erről tanúskodik a falak ornamentális festése és a bejárattól balra lévő festett felirat maradványa.

## A kápolna leírása
A Szent István-bazilika felé néző déli homlokzaton három magas, csúcsíves ablak látható.
Gótikus, egyhajós templomteret finom hálóboltozat zárja. A szentély a nyolcszög három oldalával zárul. Az egyhajós templomteret hálóboltozat fedi. A szentélybe a barokk oltárt Nádasdy László püspök állíttatta. Az oltárkép Szent Annát ábrázolja, a képkeret oromzatában Nádasdy-címerrel. A falakon több helyen láthatók török kori ornamentális falfestmények maradványai.

### Harangok
A kápolna huszártornyában két harang található. 
- Kalazanczi Szt. József-harang: 1818-ban öntötte Eberhard Henrik Pesten. Felirata: "Fudit Henricus Eberhard Pestini AD 1818". Súlya ismeretlen. Kalazanci Szent Józsefről, a piarista rend alapítójáról nevezték el.

- Pestiscsengő: mestere, öntésének időpontja és súlya ismeretlen, de legalább annyi idős, mint a Szent József-harang.

## Közeli látnivalók
A kápolna előtt Kálmáncsai Domonkos humanista székesfehérvári prépost szobra áll, az Országalma mestere, Ohmann Béla készítette. A Nagyboldogasszony-bazilika egykori prépostját ábrázoló alak a székesegyházra tekint fel, baljában a kápolna alapítólevelét tartja, jobbját a kápolna makettjén nyugtatja.
A Szent István-székesegyház, a Székesfehérvári egyházmegye főtemploma szintén a II. János Pál pápa téren, a kápolna mellett áll.

## Galéria

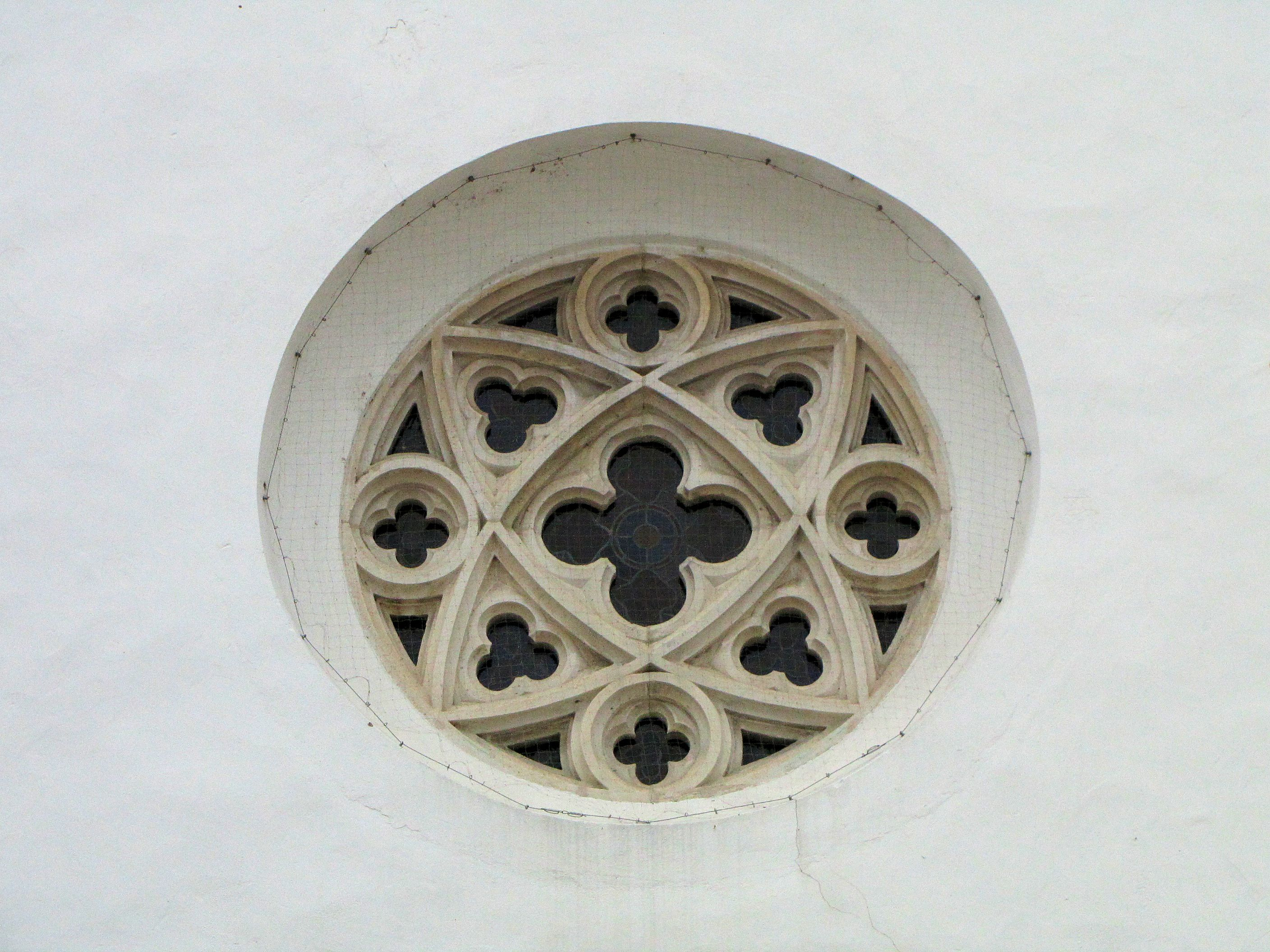
A rózsaablak
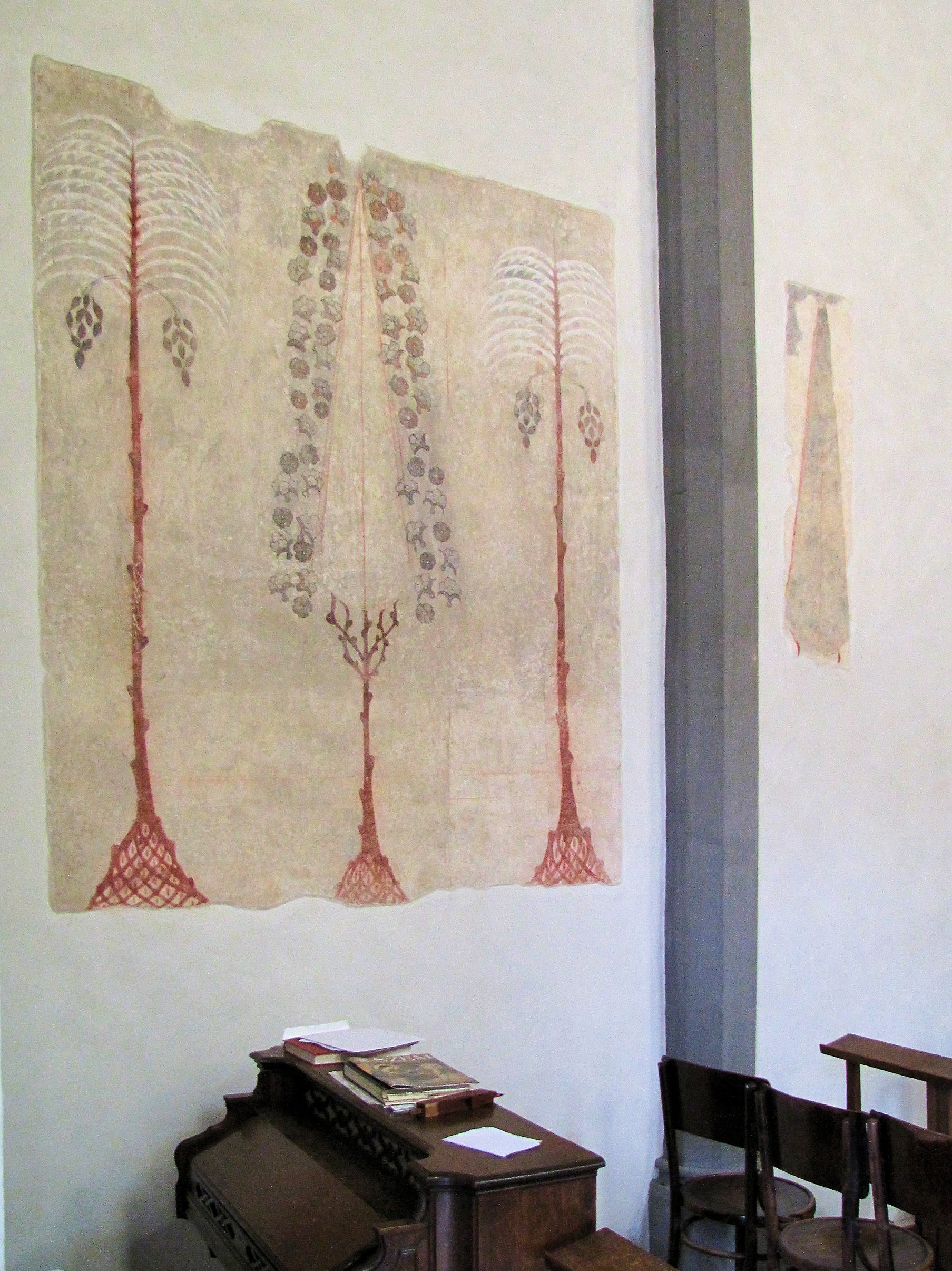
Török kori falfestmények a kápolnában
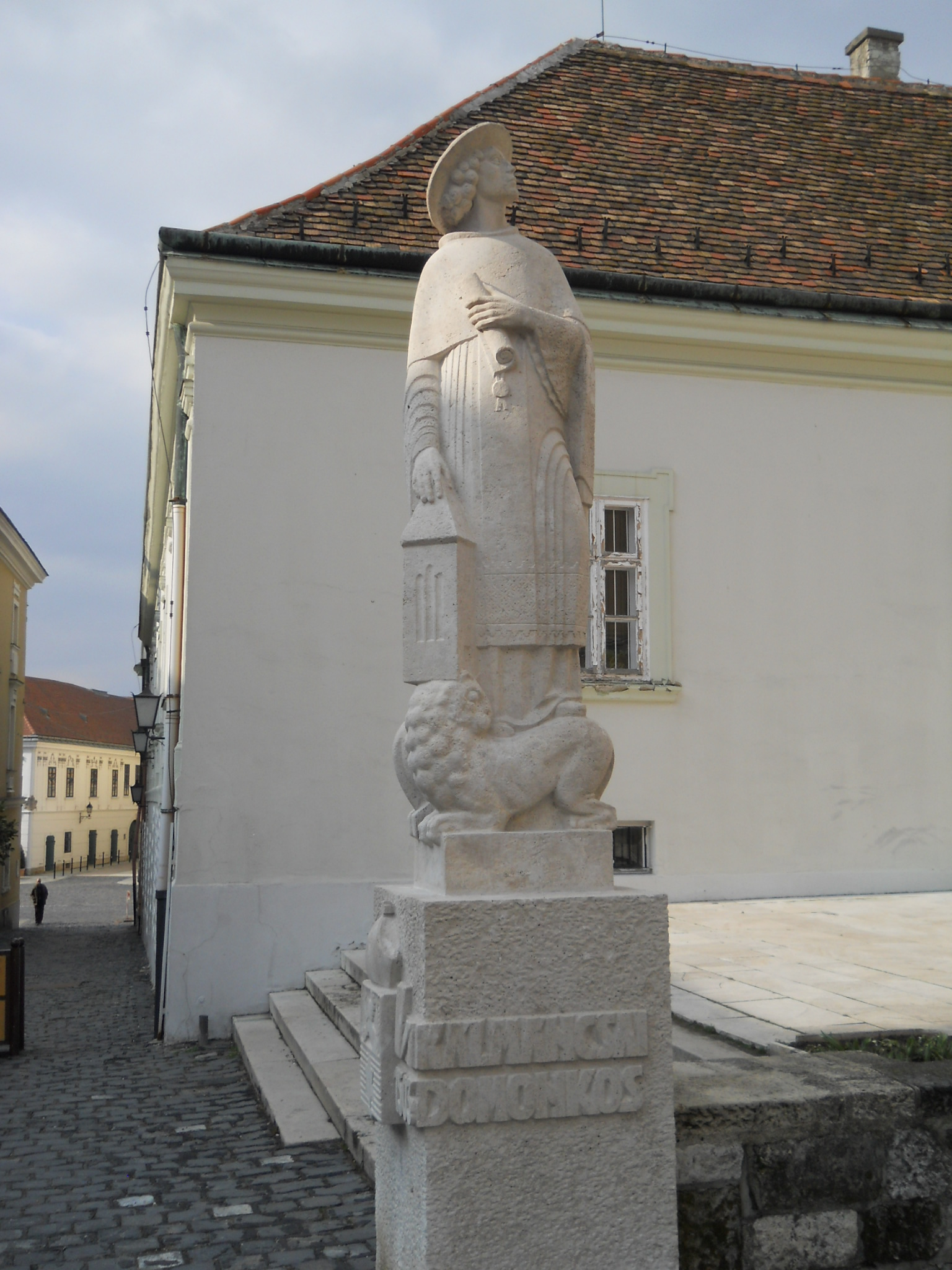
Kálmáncsai Domonkos szobra a tekintetét a székesegyház tornyaira emeli
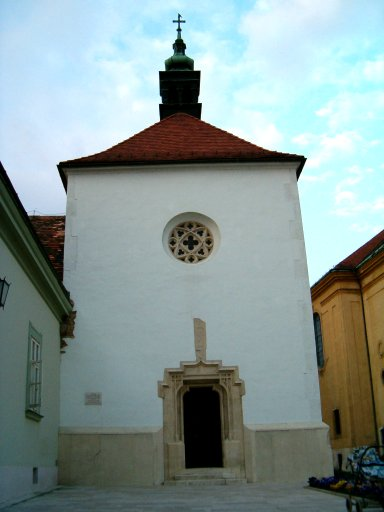
A kápolna elülső homlokzata
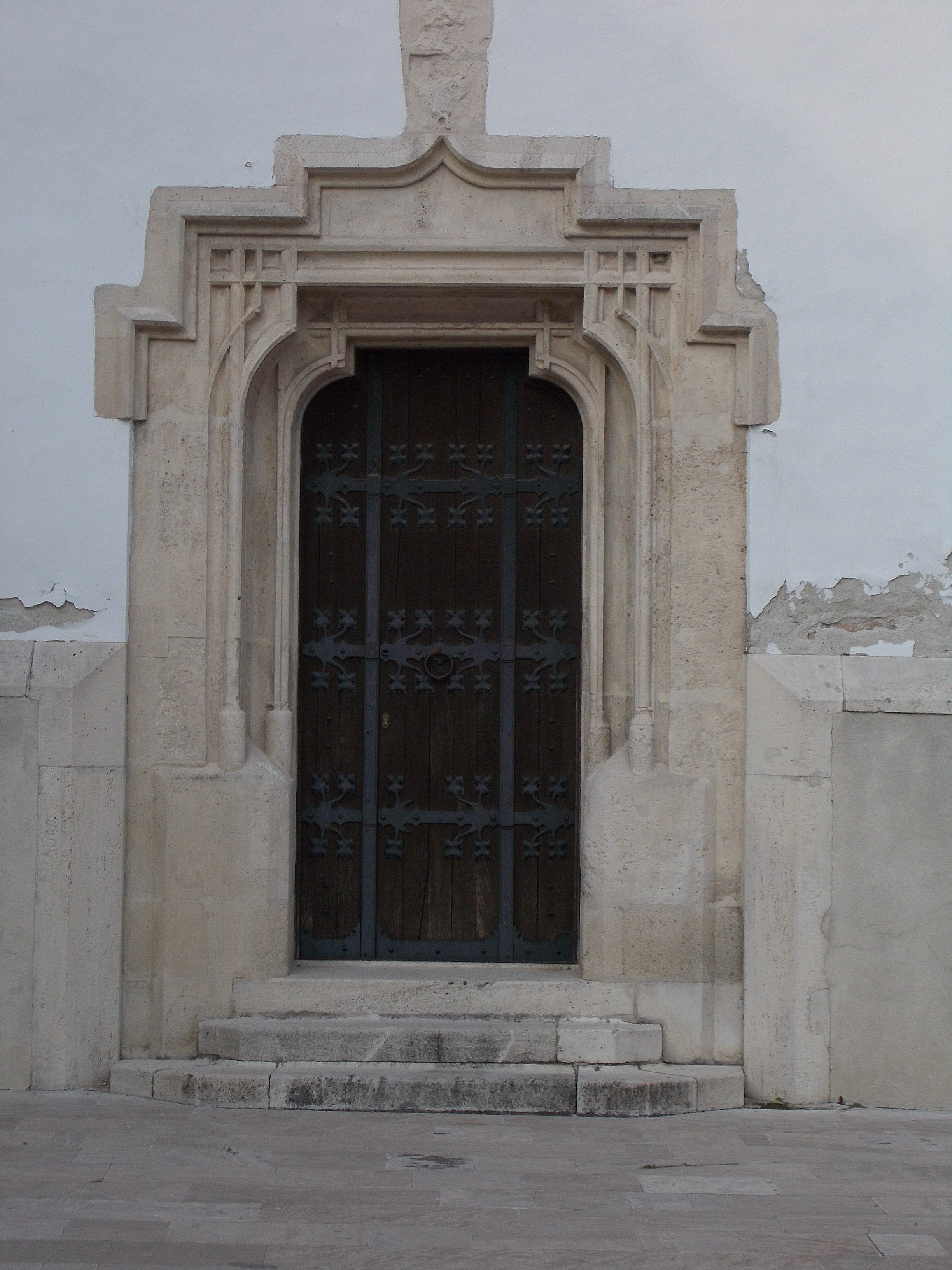
A kápolna bejárata
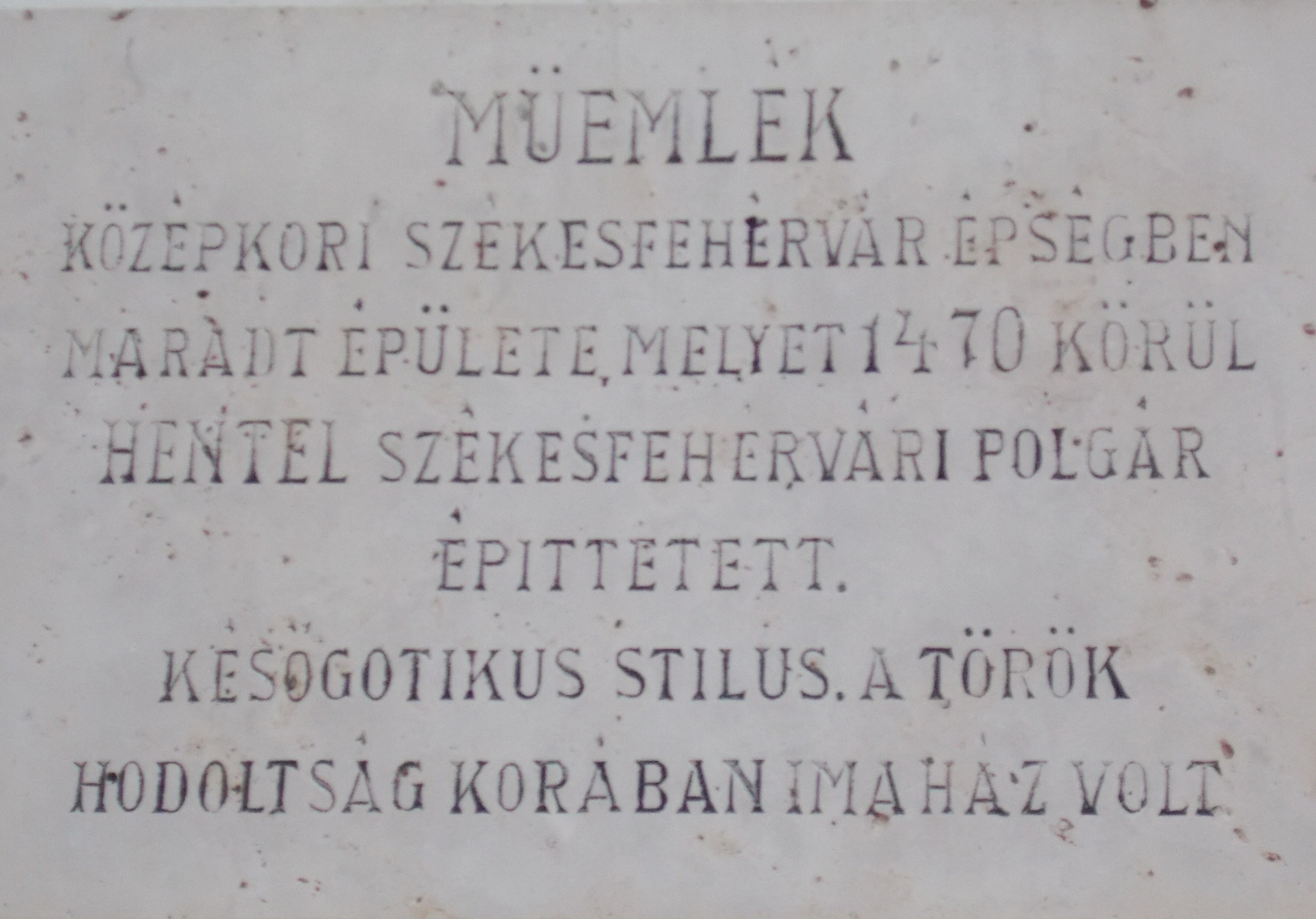
Emléktábla